# Голова селянської дівчини
«Голова селянської дівчини» — картина першого селянського циклу російського та українського художника-авангардиста Казимира Малевича. 

## Історія
«Голова селянської дівчини» - одне з полотен, яке завершувало перший селянський цикл. Картина була написана в 1913 році, проте сам Малевич датував її 1912 роком. У «Голові селянської дівчини» він з'єднує абстрактне (геометричне) і образотворче, а для позначення цього союзу бере термін «супранатуралізм», тобто сполучає супрематизм і натуралізм. Датування картини 1912 роком пояснюється тим, що супранатуралізм вважається Малевичем предтечею супрематизму та відноситься до минулого. 

## Опис
У полотнах, які завершували першу селянську серію Малевича, циліндри і конуси все більше відокремлювалися від людських образів. Фігури підпорядковувалися власним пульсаціям і логіці в просторовому розташуванні, рифмуючись або контрастуючи один з одним. Композиція більше тяжіла до складної пластичної партитури, насиченої ритмічними повторами і зіткненнями або м'яким співзвуччя фарб і ліній. 
На далі в цьому прагненні Малевич зайшов в «Голові селянської дівчини», де він зрівняв за кольором і фактурою фон, лице, хустку, одяг, розклавши їх на строгі геометричні конусоподібні фігури, з яких збирається умовне зображення голови, яке як би уподібнено квітці троянди зі згортаючими пелюстками по кінцях бутона-особи. 